# Tinidazol
Tinidazolul este un derivat de 5-nitroimidazol.  Are o acțiune antimicrobiană similară cu a metronidazolului și este folosit în tratamentul infecțiilor cu protozoare sensibile și în tratamentul și profilaxia infecțiilor bacteriene anaerobe. Este de asemenea utilizat în schemele de eradicare a Helicobacter pylori în ulcerul peptic. Tinidazolul este, de obicei, administrat într-o singură priză pe cale orală, în timpul sau după mese; este, de asemenea, administrat în perfuzie intravenoasă și sub formă de ovule vaginale. 
În România este disponibil sub formă de comprimate de 500 mg și soluție perfuzabilă 0,2% (2 g/l) sub denumirile comerciale Fasigyn, Tinizol, Tiprogyn.

## Indicații terapeutice,  doze și mod de administrare.
- Tricomoniază urogenitală la ambele sexe, giardioză și gingivită ulcerativă acută. Adulți: o doză unică de 2 g tinidazol (4 comprimate de 500 mg). Copii: o doză unică de 50-75 mg tinidazol/kg. Atunci când infecția cu Trichomonas vaginalis este confirmată, trebuie tratați concomitent partenerii.
- Vaginite bacteriene nespecifice. Adulți: o doză unică de 2 g tinidazol (4 comprimate de 500 mg), deși rate de vindecare mai mari s-au realizat cu o doză de 2 g, timp de 2 zile sau de 1 g pe zi, timp de 5 zile.
- Amoebiază intestinală. Adulți: 2 g tinidazol (4 comprimate de 500 mg) pe zi, în priză unică, timp de 2-3 zile. Copii: 50-75 mg tinidazol/kg și zi, în priză unică, timp de 3 zile
- Amoebiaza hepatică. Adulți: 1,5-2 g tinidazol (3-4 comprimate de 500 mg) pe zi, în priză unică, timp de 3 zile. Dacă după 3 zile tratamentul este ineficient, se poate prelungi până la 6 zile. Copii: 50-60 mg tinidazol/kg și zi, în priză unică, timp de 5 zile.
- Infecții cu germeni anaerobi. Se administrează o doză inițială de 2 g tinidazol (4 comprimate de 500 mg), urmată de 1 g tinidazol (2 comprimate de 500 mg) pe zi, în priză unică sau fracționat în 2 prize, timp de 5-6 zile. În cazul în care tratamentul oral nu este posibil, tinidazolul poate fi administrat intravenos, 800 mg, în perfuzie de 400 ml de soluție de 2 mg/ml soluție într-un ritm de 10 ml/minut; această doză inițială este urmată de 800 mg pe zi sau 400 mg de două ori pe zi până ce terapie orală pot fi folosită.
- Eradicarea infecției cu Helicobacter pylori, asociată cu ulcer duodenal. Se recomandă asocierea tinidazolului în doză de 500 mg (1 comprimat de 500 mg) de 2 ori pe zi cu claritromicină și omeprazol, timp de 7 zile.
- Profilaxia infecțiilor postoperatorii determinate de germeni anaerobi, în special cele asociate cu chirurgia ginecologică, gastrointestinală și a colonului. Se administrează 2 g tinidazol (4 comprimate Tinizol 500 mg) în priză unică cu 12 ore inaintea intervenției chirurgicale. Alternativ, se administrează 1,6 g sub formă de perfuzie intravenoasă unică înainte de intervenția chirurgicală.